# Calle Chucre Manzur

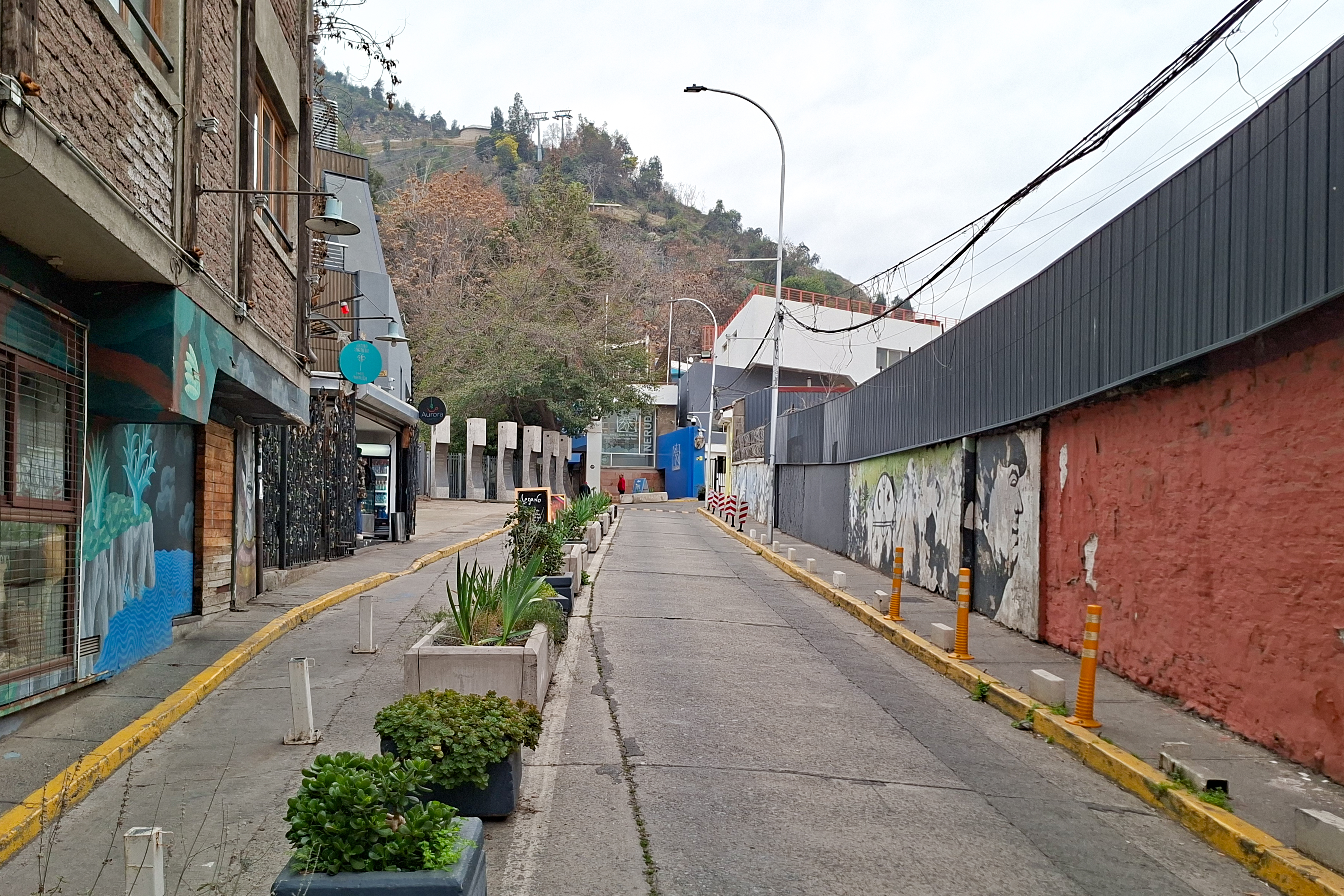
Calle Chucre Manzur.

Chucre Manzur es una calle ubicada en la comuna de Providencia, Santiago de Chile, conocida por ser un importante paseo cultural y bohemio de la capital chilena. Está inmerso en el barrio Bellavista, justo a los pies del Cerro San Cristóbal, y comienza frente a la Plaza Camilo Mori.

## Historia
Lleva ese nombre por un miembro de la familia Manzur, dueña de las propiedades que están en la calle. En la década de 1990 la calle fue sede de la discoteca Oz (galpón 6), inaugurada en 1992, lugar que era el epicentro de la bohemia santiaguina, y del Canal 2 Rock & Pop (galpón 15), estación televisiva que estaba dirigida a un público juvenil. Ambas empresas dejarían de existir antes del inicio de la nueva década, en 1999 y 2000, respectivamente.
A partir de 2001, Inversiones San Jorge, empresa inmobiliaria propiedad de la familia Manzur, comenzó a repotenciar la calle como un paseo cultural, por lo que se construyeron cafeterías, librerías y se refaccionaron los galpones ubicados ahí para utilizarlos como salas de teatro y centros culturales.
El 4 de mayo de 2006 toca Quiet Riot en su única visita a Chile en galpón 6.

## Galpones
- Galpón 6: centro de eventos. Hasta 2000 fue la discoteca Oz.
- Galpón 7: sala de teatro.
- Galpón 9: sala de teatro AIEP.
- Galpón 15: TVI Ltda. operador de los canales de televisión Vía X, Zona Latina y Bang TV. Hasta 1999 fue el Canal 2 Rock & Pop.

## Atractivos
Antes del año 2000 aproximadamente, la calle Chucre Manzur estaba aislada de la calle Fernando Márquez de la Plata, donde se ubica La Chascona, una de las viviendas que mantuvo el poeta chileno y Premio Nobel de Literatura Pablo Neruda, hoy convertida en casa museo.
Por una iniciativa de la Municipalidad de Providencia, se abrió una comunicación peatonal entre ambas vías, a través de una pequeña plaza anfiteatro.